# 川崎鈴彦
川﨑 鈴彦（かわさき すずひこ、1925年7月13日 - ）は、日本画家。

## 経歴
東京都新宿区出身。父は川﨑小虎。父方の曽祖父は川崎千虎という日本画家の一家に生まれ、弟の川崎春彦も日本画家となった。親戚に元京成電鉄社長の川﨑千春。
父と義兄の東山魁夷に師事。東京美術学校（現東京藝術大学）卒。日展を中心に日本画院展、日本美術協会展などで活躍。
東京美術学校在学中に太平洋戦争が激化し、1945年1月に応召を受け出征（学徒出陣）。香川県三豊郡豊浜町の船舶兵特別幹部候補生隊へ所属中に同年8月の終戦を迎え、父の川﨑小虎や弟の川﨑春彦らが疎開していた山梨県中巨摩郡落合村（現・南アルプス市）へ復員。義兄の東山魁夷も合流し、自然の写生を励んだ。1946年に東京美術学校へ復学し、1948年の同校卒業後は帰京した父や義兄の指導を受けた。1949年の第5回日展で「丘」が初入選を果たし、以後は日展や新日展などで入選を続け、1970年からは日展審査員として合計8回活動。1980年の第12回改組日展では「翳り」で内閣総理大臣賞を受賞した。
美術教育では、1966年に女子美術大学の助教授、1971年に同大学教授となり、1973年の退職まで務めた。1984年には武蔵野美術大学の客員教授として教壇に復帰し、同年には6か月間アメリカ合衆国に渡航して、ハーバード大学とボストン美術館附属美術学校で客員教授として日本画と水墨画を講義した。帰国後、1994年には武蔵野美術大学美術資料図書館で個展を開催し、同年にはMOA美術館による第7回岡田茂吉賞大賞を受賞した。70歳を迎えた後の1996年に同大学を退職した。
その後も精力的な創作活動を続け、1998年には松尾芭蕉の旅に題材をとった「おくのほそ道」シリーズを制作して日本橋高島屋のギャラリーで展覧会を開き、2012年にはこれを市川市に寄付して、同市が整備した市川市東山魁夷記念館で展示会が開催された。2014年には旭日小綬章を受賞し、90歳を過ぎても展示会などが継続的に開催されている。2021年現在は日展評議員、および日本美術家連盟理事。
また、義兄の東山魁夷についての活動も続け、1999年に魁夷が亡くなった後の2004年に姉のすみの監修を受けて制作された、魁夷が30歳の時に制作した絵手本『草花手習帖』を基にした書籍『東山魁夷の絵手本』で技法解説を行った。一方、2016年にすみが亡くなると、鈴彦は子どもがいなかった東山夫妻の遺産相続人の一人となったが、その管理をめぐって親族間での対立が起き、鈴彦は日本美術家連盟での著作権管理を主張して争いの当事者となった。